# Martin Velits
Martin Velits, né le 21 février 1985 à Bratislava, est un coureur cycliste slovaque, professionnel entre 2004 et 2017. Son frère jumeau, Peter Velits, est lui aussi cycliste professionnel.

## Biographie
En 2010, il remporte la première étape du Tour d'Espagne, un contre-la-montre par équipes avec sa formation HTC-Columbia.
En août 2011, en fin de contrat avec l'équipe HTC-Highroad, il signe avec son frère Peter pour l'année 2012 dans l'équipe Omega Pharma-Quick Step. 
Il met un terme à sa carrière à l'issue de la saison 2017.

## Palmarès
- 2002
  - 2e du championnat de Slovaquie du contre-la-montre juniors
- 2003
  - Tour de Haute-Autriche juniors :
    - Classement général
    - 3e étape

  - Grand Prix Rüebliland
  - 3e étape du Tour de Basse-Saxe juniors
  - 2e du championnat de Slovaquie sur route juniors 
  - 2e du championnat de Slovaquie du contre-la-montre juniors
- 2004
  -  Champion de Slovaquie du contre-la-montre espoirs
  - 3e de l'UAE International Emirates Post Tour
- 2005
  -  Champion de Slovaquie sur route espoirs
  - 3ea étape du Tour du Cap
- 2006
  -  Champion de Slovaquie sur route espoirs
  - 94.7 Challenge
  - 2e du championnat de Slovaquie du contre-la-montre espoirs
- 2009
  -  Champion de Slovaquie sur route
- 2010
  -  Champion de Slovaquie du contre-la-montre
  - 1re étape du Tour d'Espagne (contre-la-montre par équipes)
- 2012
  - 2e du championnat de Slovaquie du contre-la-montre
- 2013
  - 1re étape de Tirreno-Adriatico (contre-la-montre par équipes)

## Résultats sur les grands tours

### Tour de France
1 participation
- 2012 : 88e

### Tour d'Italie
1 participation
- 2012 : non-partant (18e étape)

### Tour d'Espagne
7 participations
- 2008 : 73e
- 2009 : 95e
- 2010 : 106e, vainqueur de la 1re étape (contre-la-montre par équipes)
- 2011 : 125e
- 2014 : 130e
- 2015 : 117e
- 2016 : 152e

## Classements mondiaux
| Année                                 | 2005 | 2006 | 2007  | 2008 | 2009 | 2010 | 2011 | 2012 | 2013 | 2014 | 2015 | 2016  |
| ------------------------------------- | ---- | ---- | ----- | ---- | ---- | ---- | ---- | ---- | ---- | ---- | ---- | ----- |
| Calendrier mondial                    |      |      |       |      | nc   | 223e |      |      |      |      |      |       |
| Classement mondial                    |      |      |       |      |      |      |      |      |      |      |      | 2029e |
| UCI Europe Tour                       | 556e | 381e | 1108e |      |      |      |      |      |      |      |      | nc    |
| UCI Asia Tour                         | nc   | 134e | nc    |      |      |      |      |      |      |      |      | nc    |
| UCI Africa Tour                       | 48e  | 112e | nc    |      |      |      |      |      |      |      |      | nc    |
|                                       |      |      |       |      |      |      |      |      |      |      |      |       |
| Légende : nc = non classéSource : UCI |      |      |       |      |      |      |      |      |      |      |      |       |